# Лесь Кульчицький

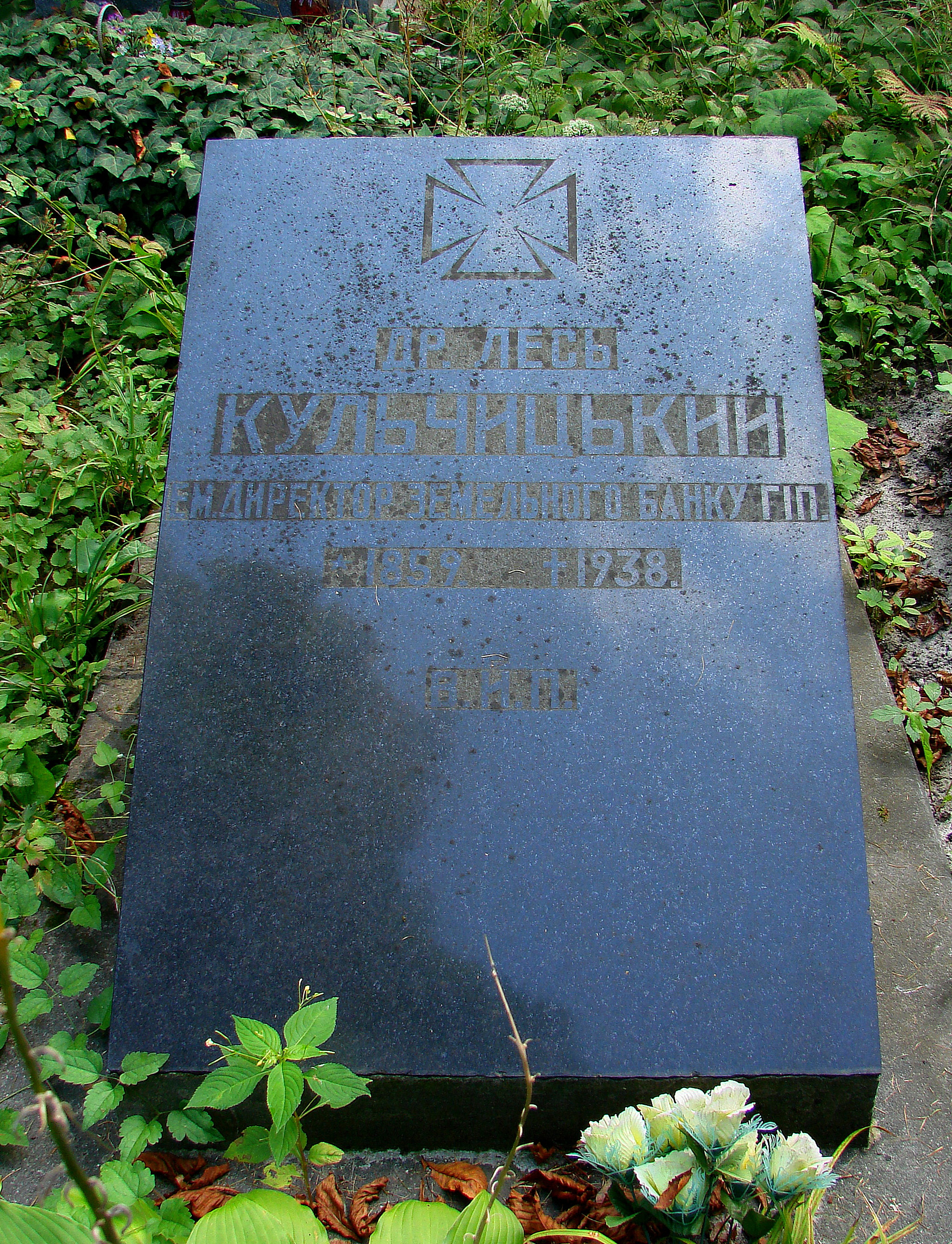

Лесь Григорович Кульчицький, або Олександр Григорович Кульчицький (26 листопада 1859, Коломия — 21 листопада 1938, Львів) — український економіст, видавець, громадський діяч. Член Наукового товариства імені Тараса Шевченка.
Хрещений батько доньки Івана Франка — Анни з Франків.

## Біографія
Народився в родині вчителів. Його братом був о. Клим Кульчицький, український греко-католицький священник, релігійний і громадський діяч.
Після закінчення правничого факультету Чернівецького університету працював у адвокатських конторах у Косові та Коломиї. Організатор і перший директор Покутської кредитової спілки, з його ініціативи та за безпосередньої участі в 1890—1900 рр. у Коломиї засновано банк «Покутський союз», філія «Просвіти», «Народний дім», а також створено повітовий Народний комітет НДП. Перший директор Земельного іпотечного банку (1910–30) у Львові, був членом Контрольної комісії Центробанку. 1903–05 у Коломиї видавав науково-освітній тижневик «Поступ», де вперше вміщено працю І. Франка «Що таке поступ» (1903, ч. 2–48); у 1912–13 редагував громадсько-політичний і просвітній тижневик «Покутське слово».
Брав участь у відкритті пам'ятника Іванові Котляревському в Полтаві у 1903 році. Був одним із ініціаторів спорудження стадіону українського спортивного товариства «Сокіл-Батько» у Львові (1914).
Хрещений батько доньки Івана Франка — Анни.
Похований на полі № 4 Личаківського цвинтаря у Львові.